# Palosco
Palosco (lombardul: Palösch) település Olaszországban, Lombardia régióban, Bergamo megyében. Lakosainak száma 5739 fő (2023. január 1.). Palosco Calcinate, Bolgare, Telgate, Mornico al Serio, Martinengo, Cividate al Piano, Palazzolo sull’Oglio és Pontoglio községekkel határos.

## Népesség
A település lakossága az elmúlt években az alábbi módon változott:
| Lakosok száma | 5808 | 5808 | 5739 |
|               | 2017 | 2018 | 2023 |